# Brandon Roulhac
Pour les articles homonymes, voir Guillaume-Grégoire de Roulhac.
Brandon Roulhac (né le 13 décembre 1983 à Marianna en Floride) est un athlète américain, spécialiste du triple saut.
En 2009, son meilleur saut est de 17,26 m, même s'il a réalisé 17,44 m (+2,9 m/s) pour remporter les Championnats des États-Unis d'athlétisme 2009.